# William Russell (actor estadounidense)
William Russell (12 de abril de 1884 – 18 de febrero de 1929) fue un actor cinematográfico estadounidense de la época del cine mudo.
Su verdadero nombre era William Lerche, y nació en el Bronx, Nueva York. William trabajó brevemente con la productora American Mutoscope and Biograph Company antes de ingresar en la Thanhouser Company.
En 1917 Russell se casó con la actriz Charlotte Burton, de la cual se divorció en 1921, casándose posteriormente con Helen Ferguson, también actriz.
William falleció en Beverly Hills, California, a temprana edad a causa de una neumonía. Su hermano era el director Albert Russell.

## Filmografía

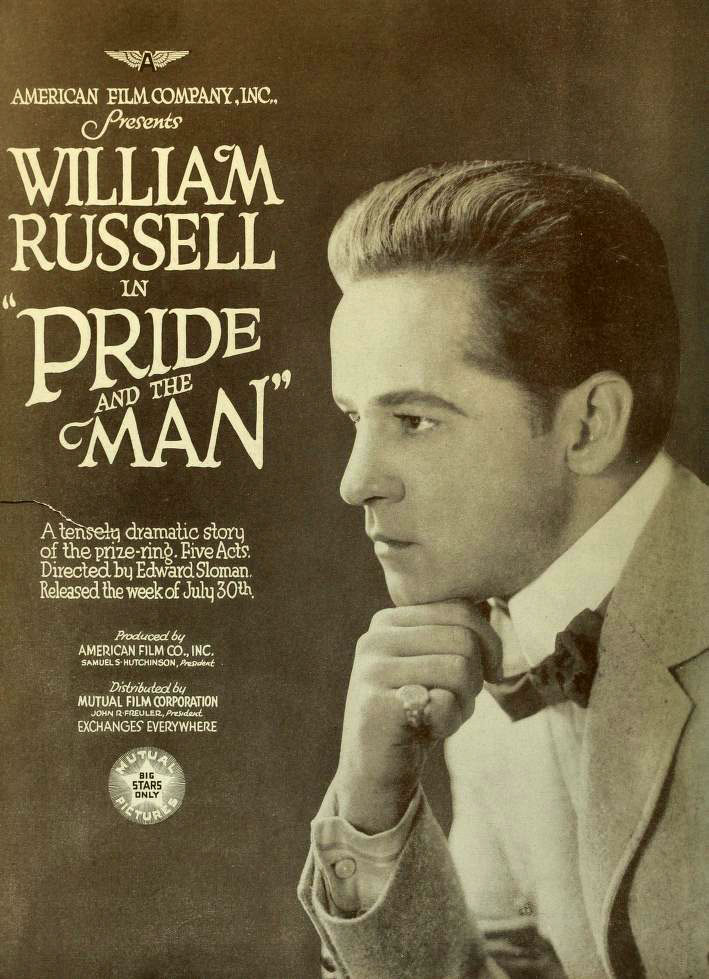
Pride and the Man (1917)

### Actor

#### Década de 1920
- Madonna of Avenue A (1929) (sin créditos) .... Pequeño papel
- Girls Gone Wild (1929) .... Dan Brown
- The Midnight Taxi (1928) .... Joseph Brant
- State Street Sadie (1928) .... The Bat
- Danger Patrol (1928) .... Sargento John Daley
- The Escape (1928) .... Jerry Magee
- The Crimson City (1928) .... El Murciélago
- The Head of the Family (1928) .... El fontanero
- Woman Wise (1928) .... Ne'er-Do-Well
- Brass Knuckles (1927) .... 'Brass Knuckles' Lamont
- The Girl from Chicago (1927) .... Big Steve Drummond
- The Desired Woman (1927) .... Capitán Maxwell
- A Rough Shod Fighter (1927)
- Wings of the Storm (1926) .... Bill Martin
- The Blue Eagle (1926) .... Big Tim Ryan
- The Still Alarm (1926) .... Richard Fay
- Big Pal (1925)
- Before Midnight (1925) .... Tom Galloway
- My Neighbor's Wife (1925) .... Eric von Greed
- The Way of a Girl (1925) .... Brand
- On Thin Ice (1925) .... Dapper Crawford
- The Beloved Brute (1924) .... David Hinges
- Anna Christie (1923) .... Matt Burke
- When Odds Are Even (1923) .... Jack Arnold
- Times Have Changed (1923) .... Mark O'Rell
- Alias the Night Wind (1923) .... Bing Howard
- Boston Blackie (1923) .... Boston Blackie
- Goodbye Girls (1923) .... Vance McPhee
- A Man's Size (1923) .... Tom Morse
- The Great Night (1922) .... Larry Gilmore
- Mixed Faces (1922) .... Judge J. Woodworth Granger/Jimmy Gallop
- The Crusader (1922) .... Peter Brent
- A Self-Made Man (1922) .... Jack Spurlock
- The Men of Zanzibar (1922) .... Hugh Hemingway
- Money to Burn (1922) .... Lucky Garrity
- Strength of the Pines (1922) .... Bruce Duncan
- The Roof Tree (1921) .... Ken Thornton
- Desert Blossoms (1921) .... Stephen Brent
- The Lady from Longacre (1921) .... Lord Anthony Conway
- Singing River (1921) .... Long Rush
- Children of the Night (1921) .... Jerrold Jarvis Jones
- Colorado Pluck (1921) .... Colorado Jim
- Bare Knuckles (1921) .... Tim McGuire
- Quick Action (1921)
- The Cheater Reformed (1921) .... Jordan McCall/Dr. Luther McCall
- High Gear Jeffrey (1921) .... Jeffrey Claiborne
- The Iron Rider (1920) .... Larry Lannigan
- The Challenge of the Law (1920) .... Capitán Bruce Cavanaugh
- The Man Who Dared (1920) .... Big Jim Kane
- The Twins of Suffering Creek (1920) .... Bill Lark
- Leave It to Me (1920) .... Dick Derrickson
- Shod with Fire (1920) .... Bruce Bayard
- The Valley of Tomorrow (1920) .... Dabney Morgan

#### Década de 1910
- The Lincoln Highwayman (1919) .... Jimmy Clunder
- Sacred Silence (1919) .... Capitán James Craig
- Six Feet Four (1919) .... Buck Thornton
- This Hero Stuff (1919) .... Capitán November Jones
- A Sporting Chance (1919/I) .... John Stonehouse
- Some Liar (1919) .... Robert Winchester McTabb
- Brass Buttons (1919) .... Kingdon Hollister
- Where the West Begins (1919) .... Cliff Redfern
- When a Man Rides Alone (1919) .... William Sykes
- Eastward Ho! (1919) .... Buck Lindsay
- All the World to Nothing (1918) .... Richard Chester
- Hobbs in a Hurry (1918) .... J. Warren Hobbs, Jr.
- Up Romance Road (1918) .... Gregory Thorne
- Hearts or Diamonds? (1918) .... Larry Hanrahan
- The Midnight Trail (1918) .... Jack Woodford
- In Bad (1918) .... Monty Miles
- New York Luck (1917) .... Nick Fowler
- Snap Judgment (1917) .... James Page/'Arizona' Pete Rawley
- Sands of Sacrifice (1917) .... Big Bill Darcey
- Pride and the Man (1917) .... Jack Hastings
- The Masked Heart (1917) .... Philip Greycourt
- The Shackles of Truth (1917) .... Gerard Hale
- The Frame-Up (1917) .... Jeffrey Claiborne
- High Play (1917) .... John Sevier
- My Fighting Gentleman (1917) .... Frank Carlisle
- The Sea Master (1917) .... Bull Dorgan
- The Twinkler (1916) .... Bob Stephany, the
- Lone Star (1916) .... Lone Star
- The Love Hermit (1916) .... Tom Weston
- The Torch Bearer (1916) .... John Huntley-Knox
- The Man Who Would Not Die (1916) .... Clyde Kingsley/Ward Kingsley
- The Strength of Donald McKenzie (1916) .... Donald McKenzie
- The Highest Bid (1916) .... Oliver Strong
- Soul Mates (1916) .... Lowell Sherman
- Madelaine Morel (1916)
- The Bruiser (1916) .... 'Big Bill' Brawley
- The Craving (1916) .... Foster Calhoun
- The Smugglers of Santa Cruz (1916)
- The Thoroughbred (1916/I) .... Kelso Hamilton
- Sequel to the Diamond from the Sky (1916)
- Curly (1915)
- Dora Thorne (1915) .... Ronald
- Garden of Lies (1915) .... Dennis Mallory
- The Diamond from the Sky (1915) .... Blair Stanley
- The Dancing Girl (1915) .... John Christison
- Under the Gaslight (1914) .... Ray Trafford
- The Straight Road (1914) .... Bill Hubbell
- The Power of the Press (1914) .... Turner Morgan
- The Cricket on the Hearth (1914/I)
- The Science of Crime (1914)
- The Dilemma (1914)
- The Bush Leaguer's Dream (1913)
- Peggy's Invitation (1913)
- Curfew Shall Not Ring Tonight (1913)
- A Twentieth Century Farmer (1913)
- The Step Brothers (1913)
- A Peaceful Victory (1913)
- Moths (1913) .... Nombre indeterminado, papel masculino principal
- Robin Hood (1913) .... Robin Hood
- The Missing Witness (1913)
- Oh! Such a Beautiful Ocean (1913)
- Tannhäuser (1913)
- King René's Daughter (1913)
- Marble Heart (1913) .... El Editor
- Rosie's Revenge (1913)
- Cymbeline (1913)
- For Her Boy's Sake (1913)
- Won at the Rodeo (1913)
- Some Fools There Were (1913)
- Carmen (1913/II)
- The Star of Bethlehem (1912) .... Herodes
- The Repeater (1912) .... El Político Reformador
- The Forest Rose (1912) .... Capitán Maywood
- In Time of Peril (1912) .... El joven granjero
- Through the Flames (1912/II) .... El vendedor
- The Little Girl Next Door (1912/I) .... El otro padre
- Put Yourself in His Place (1912) .... Squire Raby
- For the Mikado (1912) .... El traidor ruso
- When Mercy Tempers Justice (1912) .... El juez
- Miss Robinson Crusoe (1912)
- Undine (1912) .... Espíritu del Arroyo
- Orator, Knight and Cow Charmer (1912) .... Congresista Casey
- A Star Reborn (1912) .... Un millonario
- Lucile (1912) .... Duque de Luvois
- The Wrecked Taxi (1912) .... El marido
- The Merchant of Venice (1912) .... Antonio
- The Portrait of Lady Anne (1912) .... Lady Anne's Rejected Suitor
- Pa's Medicine (1912) .... El padre de Willie
- Under Two Flags (1912/I) .... El coronel
- The Night Clerk's Nightmare (1912) .... El recepcionista del hotel
- On the Stroke of Five (1912)
- The Ring of a Spanish Grandee (1912) .... Don Rodrigo
- Jess (1912) .... Frank Muller, el bóer traidor
- The Little Shut-In (1912) .... Manly Feet
- Jilted (1912) .... El pretendiente
- The Saleslady (1912)
- The Cry of the Children (1912) .... El propietario de la fábrica
- Rejuvenation (1912) .... El farero
- Into the Desert (1912) .... Novio de la chica
- A Love of Long Ago (1912) .... El comandante
- The Girl of the Grove (1912) .... El doctor
- For Sale -- A Life (1912) .... El jugador de cartas
- Flying to Fortune (1912) .... El doctor
- Extravagance (1912) .... El novio
- The Arab's Bride (1912) .... El joven árabe
- The Guilty Baby (1912) (sin confirmar) .... El fontanero
- A Message from Niagara (1912)
- The Silent Witness (1912) .... El joven esposo
- The Trouble Maker (1912) .... El esposo
- East Lynne (1912) .... Francis Levison
- A Niagara Honeymoon (1912) .... El novio
- The Twelfth Juror (1912) .... El jurado número doce
- The Lady from the Sea (1911) .... Alfred, el marino
- The Last of the Mohicans (1911/II)
- Their Burglar (1911)
- David Copperfield (1911) .... Ham (en segunda parte)
- Young Lochinvar (1911) .... Joven Lochinvar
- The Lie (1911) .... El agente de bolsa
- The Cross (1911) .... Primer compañero
- The Train Despatcher (1911) .... El empleado del ferrocarril
- A Doll's House (1911)
- Lorna Doone (1911)
- The Stepmother (1911)
- Get Rich Quick (1911) .... Artista Bunco
- The Colonel and the King (1911)
- The Railroad Builder (1911)
- The Sinner (1911)
- The Charity of the Poor (1911)
- His Younger Brother (1911)
- Bertie's Brainstorm (1911) .... Bertie Fawcett
- The Pasha's Daughter (1911)
- Hypnotized (1910)
- The Vicar of Wakefield (1910)
- Looking Forward (1910)
- John Halifax, Gentleman (1910)
- Under Western Skies (1910) .... Testigo de boda

### Director
- The Torch Bearer (1916)
- The Man Who Would Not Die (1916)
- The Strength of Donald McKenzie (1916)
- The Highest Bid (1916)
- Soul Mates (1916)

### Productor
- Big Pal (1925) (productor)
- Hearts or Diamonds? (1918) (productor)

### Escritor
- Pride and the Man (1917) (escenario)